# Боб Бузер
Боб Бузер (англ. Bob Boozer, 26 квітня 1937 — 19 травня 2012) — американський баскетболіст.
Олімпійський чемпіон 1960 року.
Переможець Панамериканських ігор 1959 року.